# Jennifer Love Hewitt
Jennifer Love Hewitt (Waco, Texas; 21 de febrero de 1979) es una actriz y cantante estadounidense. Empezó su carrera como actriz cuando era una niña, apareciendo en anuncios de televisión y en la serie de Disney Channel Kids Incorporated. Alcanzó gran popularidad en la cultura adolescente por trabajos en la serie de Fox Party of Five, como Sarah Reeves y en la película de terror I Know What You Did Last Summer y su secuela, I Still Know What You Did Last Summer, ambas como Julie James.
Como cantante ha trabajado con las productoras Medlac Records, Atlantic Records y Jive Records. Es conocida principalmente por hacer canciones de estilo pop y por tener una voz soprano (voz femenina aguda). Hasta la fecha, su sencillo más exitoso es «How Do I Deal», que alcanzó en 1999 el puesto 59 en las listas de éxitos musicales de Estados Unidos, y la octava posición en Australia. Además, ha participado también en la promoción de proyectos de actores.
Su apariencia física ha sido tema de atención de muchos medios de comunicación a lo largo de su carrera. Nombrada como la mujer más sexy del mundo en 1999 y la mujer más sexy de la televisión en 2008, ha sido galardonada muchas veces por las publicaciones de revistas como Maxim, TV Guide, FHM y muchos lectores de esos periódicos. En 2007, se publicaron unas fotos paparazzi de ella en una playa, en las cuales estaba pasada de peso, posteriormente se quejó por las críticas que le hicieron, siendo apoyada por otras celebridades y dándole a la revista People cobertura informativa.
Además, ha protagonizado muchas películas y varias series de televisión. Hasta mayo de 2010 trabajó en la serie de televisión de la CBS Ghost Whisperer como Melinda Gordon, una mujer que puede ver fantasmas y les ayuda a arreglar sus problemas pasados. También protagonizó la serie de televisión The Client List.
y participó en la serie Mentes Criminales, como Kate Callahan, una agente especial, en el año 2015. Desde 2018 interpreta a Maddie Buckley en la serie 9-1-1.

## Biografía

### Infancia y carrera
Jennifer Love nació en Waco, Texas, hija de Patricia Mae, una logopeda y Herbert Daniel Hewitt, un médico. Creció en Nolanville, Texas; después del divorcio de sus padres, ella y su hermano mayor (Todd Hewitt), crecieron con su madre. El primer nombre se lo dio su hermano, en referencia a una chica que le gustaba cuando era más pequeño y su segundo nombre, "Love" se lo puso su madre por su mejor amiga de la universidad.

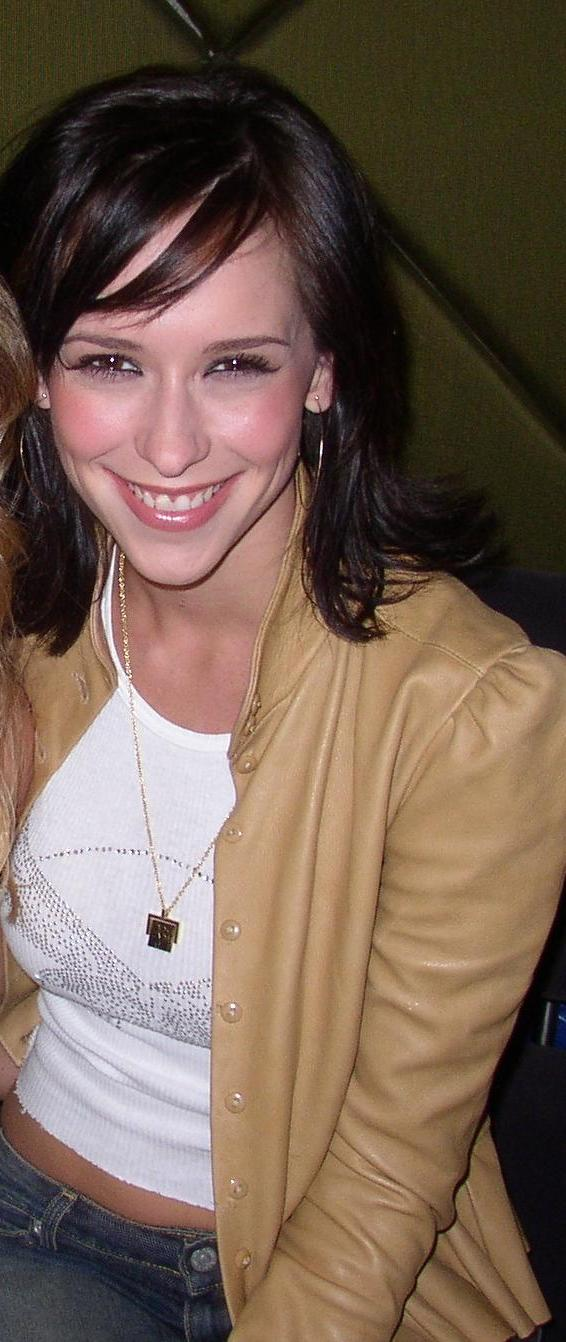
J. L. Hewitt en 2002.

En su infancia, le atrajo la música, cantando a la edad de tres años The Greatest Love of All en un espectáculo al aire libre. Un año después de eso, entretuvo a una audiencia en un restaurante con su versión de Help Me Make It Through the Night. Cuando tenía 9 años, fue miembro del Texas Show Team (el cual hizo una gira por la Unión Soviética y Dinamarca). A la edad de 10 años, ganó el premio de Texas Our Little Miss Talent Winner, mudándose tras esto a Los Ángeles, California con su madre para impulsar su carrera como cantante y actriz.

### Carrera como actriz
Tras mudarse a Los Ángeles, apareció en más de veinte anuncios de televisión. Su primera aparición como actriz infantil la hizo en el programa de Disney Channel Kids Incorporated entre 1989 y 1991. Durante su estancia, bailó y cantó todas las canciones de un vídeo llamado Dance! Workout With Barbie producido por Buena Vista.
En 1993, hizo el papel de la hija de Pierce Brosnan en el episodio piloto de una serie de la NBC llamada Running Wilde, en la cual se unió a Brosnan como una reportera de la revista Auto World cuyas historias se volvían su propia historia. Sin embargo, la serie no caló y el piloto nunca fue emitido. Poco después tuvo unos papeles en series de televisión de corta duración, como la Shaky Ground de la Fox, en la que estuvo entre 1992 y 1993, la The Byrds of Paradise de la ABC, en 1993 también participó en la película Sister Act 2,en 1994 y McKenna, entre 1994 y 1995. Al final alcanzó la fama en tras interpretar a Sarah Reeves en la serie de Fox, Party of Five (1995-1999). Ella interpretó el papel de Sarah en la serie desde la temporada 2 hasta principios de la 6, la cual abandonó para protagonizar Un Spin Off con el mismo papel de Party of Five, see tituló Time of Your Life (2000), en la cual además fue coproductora, pero la serie fue cancelada después de la primera temporada.
Hizo su debut como actriz de película en la película independiente Munchie (1992). Sin embargo, alcanzó su mayor fama mundial tras participar en la película de terror I Know What You Did Last Summer (1997). La película contó con Hewitt y Freddie Prinze Jr, Ryan Phillippe y Sarah Michelle Gellar y fue una de las películas juveniles más populares en EE. UU. Ella también protagonizó la secuela I Still Know What You Did Last Summer (1998), la cual no tuvo la misma fama que su predecesora. Otros papeles en películas fueron la comedia de estudiantes Can't Hardly Wait (1998) y trabajó junto a Sigourney Weaver y Gene Hackman en la comedia romántica Heartbreakers (2001) y en If Only con Paul Nicholls.
En 2000, apareció en The Audrey Hepburn Story. Ese mismo año, la nombraron la "actriz más popular en televisión"; por esta razón, Nokia la eligió para que fuera su portavoz, porque era una "imagen fresca" y sería un "símbolo juvenil y sano".
En 2001, apareció en el videoclip de Enrique Iglesias de la canción Hero, como la pareja del cantante. También escribió la canción I'm Gonna Love You para la película The Hunchback of Notre Dame II porque su personaje, el de Madellaine, era el único que no cantaba en la película. Esta canción ganó el premio a la Mejor canción en un DVD.
Desde el año 2005, trabajó en la serie de televisión Ghost Whisperer de la CBS. En Australia, ha sido una serie muy popular desde su estreno, en los Estados Unidos la serie ha tenido entre 9 y 11 millones de espectadores. También hizo cástines para múltiples películas. Intentó hacer de Julieta en Romeo + Julieta, pero el director creía que no se le veía lo suficientemente moderna, dándole el papel a Claire Danes. Luego intentó hacer de Darlene en Brokedown Palace, pero no pudo por problemas en su calendario e intentó hacer de Elektra en Daredevil.
En 2010, la serie Ghost Whisperer finalizó, por lo que Jennifer se encaminó hacia nuevos proyectos. El 19 de julio de ese mismo año estrenó la película para la televisión The Client List en la que dio vida a la protagonista, y también fue la protagonista de la serie con el mismo nombre. En otoño apareció en un capítulo de Law & Order. También se anunció su participación en un capítulo de la serie Love Bites, que estrenó a mitad de la segunda temporada televisiva de 2010-2011. Nuevamente protagonizó una película para televisión: The Lost Valentine que se estrenó a comienzos de 2011. Actualmente trabaja en la serie de televisión 911 interpretando el papel de Maddie Buckley.
En junio de 2024, Jennifer anunció que dirigirá, escribirá, producirá y protagonizara una película navideña para Lifetime llamada The Holiday Junkie, en la que participara su marido Brian Hallisay y en la que además participarían los 3 hijos que tienen en común. La película llegó para la época navideña del 2024.
En diciembre del 2024, se confirmo que Jennifer retomaría su personaje de Julie James, en la continuación de la saga Sé lo que hicisteis el último verano. Su estreno está programado para el 18 de julio de 2025 en cines.

### Carrera musical

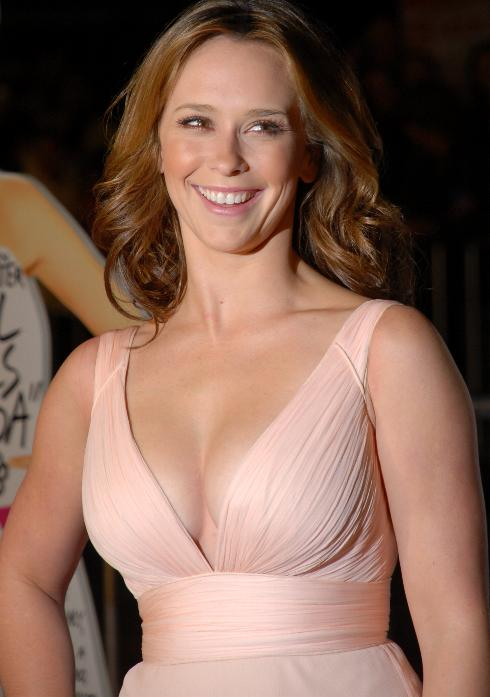
En la gala de premios de 27 vestidos.

En 1991, Meldac lanzó su primer álbum, 'Love Songs', cuando ella tenía 12 años. El álbum solo fue sacado en Japón en 1992, donde Hewitt fue una estrella pop. La explicación de su éxito es porque los japoneses "aman la música animada. La música, cuanto más pop, mejor".
Mientras trabajaba en la serie Party of Five en 1995, firmó con Atlantic Records, quienes lanzaron su primer sencillo y su segundo álbum Let's Go Bang en octubre.
Juntando su carrera musical con su carrera como actriz, grabó su primer sencillo en 1996, No Ordinary Love, no vendiendo lo necesario, por lo que Alantic anuló su contrato, desapareció de la escena musical durante 3 años.
En 1999, grabó el sencillo How Do I Deal para la banda de sonido de la película I Still Know What You Did Last Summer. La canción se volvió el primer sencillo de Hewitt exitoso tras estar en la posición #59 en los Hot 100 y el #36 en los Top 40 Mainstream, además de la posición #8 en Australia.
En 2002, firmó con Jive Records y grabó su cuarto álbum con la cantante, escritora de canciones y productora Meredith Brooks. Creó el sencillo BareNaked, siendo su mayor éxito en la radio hasta la fecha cuando ganó la posición #24 en el Bubbling Under Hot 100, #31 en el Adult Top 40 y #25 en el Top 40 Mainstream. Además ganó las posiciones #6 en Australia y #33 en Países Bajos. El éxito moderado de su sencillo hizo que el álbum, cuyo nombre era el mismo que la canción, estuviera en las posiciones #37 en los Billboard 200 y #31 en Australia. Mientras tanto, solo estuvo en la lista durante 3 semanas. El siguiente sencillo, Can I Go Now, no tuvo tanto éxito en los EE. UU., pero llegó hasta el puesto #8 en Países Bajos y #12 en Australia.
Desde 2003 no ha estado activamente en el mundo de la música, salvo una recopilación lanzada en Asia llamada Cool with You: The Platinum Collection, una recopilación de sus dos álbumes con Atlantic Records.
Sin embargo, en la película de 2004 If Only, escribió y cantó dos canciones: Love Will Show You Everything y Take My Heart Back.
También apareció en el musical de televisión A Christmas Carol, haciendo el papel de Emily, la novia del joven Ebenezer Scrooge.

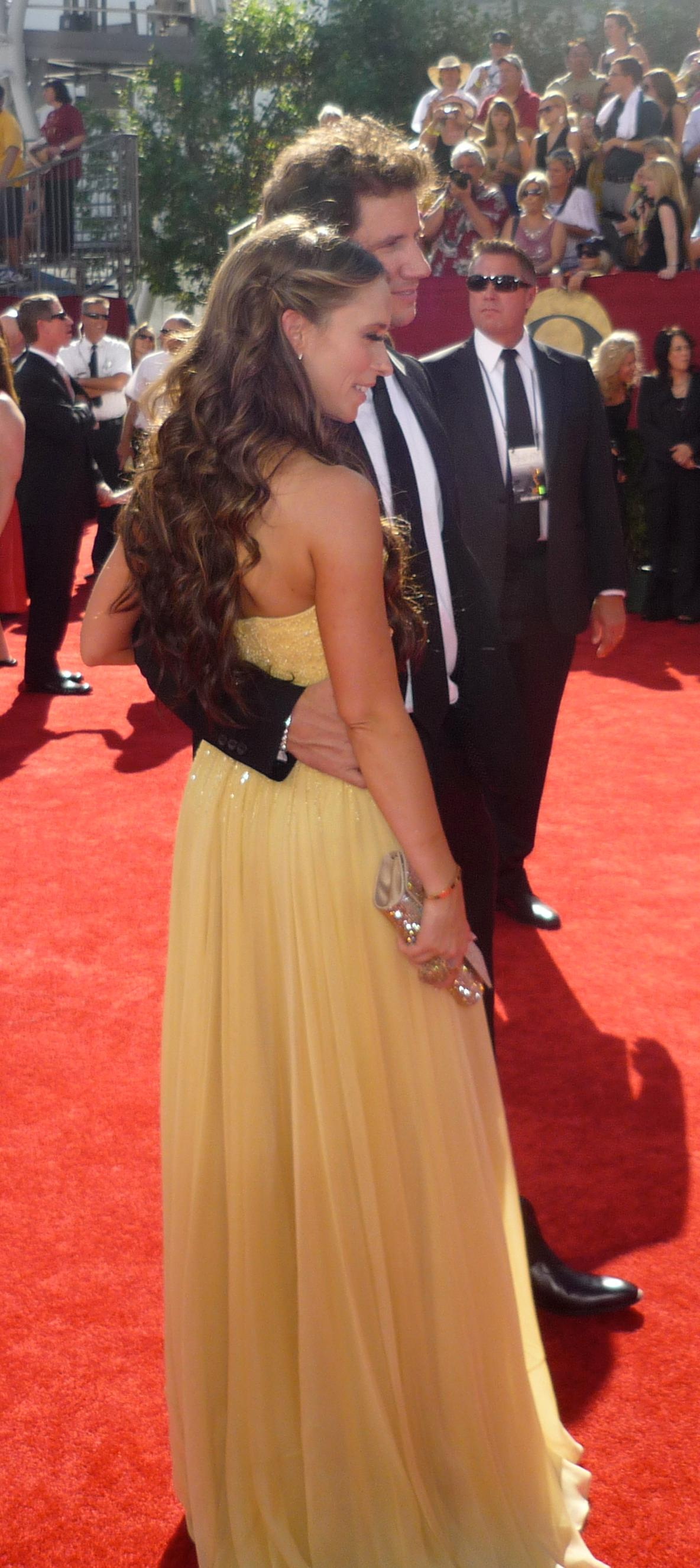
JLove y Jamie Kennedy en 2009.

## Vida privada
Es la madrina honoraria de la Audrey Hepburn Children's Fund. En marzo de 2009, la actriz lanzó su primer libro llamado The Day I Shot Cupid (El día que le disparé a Cupido), en el que habla de sus experiencias amorosas y donde da consejos para el amor y las relaciones amorosas. Este salió a la venta el 23 de marzo de 2010.
Jennifer ha mantenido relaciones sentimentales con los actores Ross McCall, con el que estuvo casada desde 2005 hasta 2009, y con Jamie Kennedy, con el que estuvo entre 2009 y 2010.
Actualmente mantiene una relación con el actor Brian Hallisay, su compañero de reparto en la serie The Client List. El 26 de noviembre de 2013 nació su hija, Autumn James Hallisay. Ese mismo año, se casó en una ceremonia íntima con el actor. En enero de 2015, la actriz, a través de su representante, dio a conocer que se encontraba embarazada por segunda ocasión de su esposo Brian Hallisay. En junio de 2015 anunció el nacimiento de su segundo hijo, Atticus James Hallisay. El 18 de mayo del 2021 anunció que esperaba su tercer hijo junto a su esposo. Su hijo, Aidan James Hallisay, nació en septiembre de 2021.

### Participación en comerciales
Apareció en 1989 junto a Michael Jackson en una campaña para la promoción de la marca de calzados LA Gear.
En 2005, apareció en Hanes con la campaña Look who we've got our Hanes on now (Mira a quién tenemos usando nuestros Hanes ahora). En la campaña también aparecen Michael Jordan, Charlie Sheen, Cuba Gooding Jr, Marisa Tomei, Damon Wayans, Kevin Bacon, Hugh Hefner, Matthew Perry.
También apareció en el comercial Don't Mess With Texas (No juegues con Texas), apareció en un comercial de Rodan & Fields y fue rostro de Neutrógena. Jennifer también participó en el año 2000 en el videoclip «Hero» de Enrique Iglesias.

## Filmografía

### Películas
| Películas | Películas                                   | Películas                | Películas              |
| Año       | Película                                    | Papel                    | Notas                  |
| --------- | ------------------------------------------- | ------------------------ | ---------------------- |
| 1992      | Mi amigo Munchie                            | Andrea Kurtz             | Papel principal        |
| 1992      |                                             |                          |                        |
| 1993      | Little Miss Millions                        | Heather Lofton           | Papel principal        |
| 1993      | Sister Act 2: Back in the Habit             | Margaret                 | Papel secundario       |
| 1996      | House Arrest                                | Brooke Figler            | Papel principal        |
| 1997      | Trojan War                                  | Leah Jones               | Papel principal        |
| 1997      | I Know What You Did Last Summer             | Julie James              | Papel principal        |
| 1998      | Can't Hardly Wait                           | Amanda Beckett           | Papel principal        |
| 1998      | Telling You                                 | Deb Freidman             | Papel principal        |
| 1998      | I Still Know What You Did Last Summer       | Julie James              | Papel principal        |
| 1998      | Zoomates                                    | Helen                    | Cortometraje           |
| 1999      | The Suburbans                               | Cate                     | Papel principal        |
| 2000      | La vida de Audrey Hepburn                   | Audrey Hepburn           | Película de televisión |
| 2001      | Heartbreakers                               | Page Conners             | Papel principal        |
| 2002      | The Hunchback of Notre Dame II              | Madellaine               | Papel de voz           |
| 2002      | The Adventures of Tom Thumb and Thumbelina  | Thumbelina               | Papel de voz           |
| 2002      | The Tuxedo                                  | Del Blaine               | Papel principal        |
| 2004      | The Truth About Love                        | Alice Holbrook           | Papel principal        |
| 2004      | Atajo a la felicidad                        | Diablo                   | Película               |
| 2004      | A Christmas Carol                           | Emily                    | Película de televisión |
| 2004      | If Only                                     | Samantha Andrews         | Papel principal        |
| 2004      | Garfield: la película                       | Liz                      | Papel principal        |
| 2005      | In the Game                                 | Riley Reed               | Película de televisión |
| 2005      | Confessions of a Sociopathic Social Climber | Katie "Katya" Livingston | Película de televisión |
| 2006      | Garfield 2                                  | Liz                      | Papel principal        |
| 2008      | Tropic Thunder                              | Ella misma               | Papel menor            |
| 2008      | Delgo                                       | Princesa Kyla            | Papel de voz           |
| 2008      | The Magic 7                                 | Érica                    | Papel de voz           |
| 2010      | Café                                        | Claire                   | Papel principal        |
| 2010      | The Client List                             | Samantha Horton          | Película de televisión |
| 2010      | The Lost Valentine                          | Susan Allison            | Película de televisión |
| 2012      | Jewtopia                                    | Alison Marks             | Papel principal        |
| 2021      | Pups Alone                                  | Gidget                   | Papel de voz           |
| 2024      | The Holiday Junkie                          | Andie                    | Papel principal        |
| 2025      | I Know What You Did Last Summer             | Julie James              | Papel principal        |

### Series de televisión
| Series de televisión | Series de televisión              | Series de televisión    | Series de televisión |
| Año                  | Título                            | Papel                   | Notas                |
| -------------------- | --------------------------------- | ----------------------- | -------------------- |
| 1989-1991            | Kids Incorporated                 | Robin                   | 35 episodios         |
| 1992 - 1993          | Shaky Ground                      | Bernardette Moody       | 17 episodios         |
| 1994                 | Byrds of Paradise                 | Franny Bird             | 13 episodios         |
| 1994 - 1995          | McKenna                           | Cassidy McKenna         | 4 episodios          |
| 1995 - 1999          | Party of Five                     | Sarah Reeves            | 96 episodios         |
| 1998                 | Boy Meets World                   | Jennifer Love Fefferman | 1 episodio           |
| 1999                 | Hércules                          | Medusa                  | 1 episodio           |
| 1999 - 2000          | Los sueños de tu vida             | Sarah Reeves            | 19 episodios         |
| 2004                 | American Dreams                   | Nancy Sinatra           | 1 episodio           |
| 2005 - 2010          | Ghost Whisperer                   | Melinda Gordon          | 107 episodios        |
| 2010                 | Law & Order: Special Victims Unit | Vicky Sayers            | 1 episodio           |
| 2011                 | Love Bites                        | Jennifer                | 1 episodio           |
| 2011 - 2014          | Hot in Cleveland                  | Emmy Chase              | 3 episodios          |
| 2012 - 2013          | The Client List                   | Riley Parks             | 25 episodios         |
| 2014 - 2015          | Mentes criminales                 | Kate Callahan           | 23 episodios         |
| 2018 - presente      | 9-1-1                             | Maddie Buckley          | 110 episodios        |

## Discografía
| Año  | Álbum                |
| ---- | -------------------- |
| 1992 | Love Songs           |
| 1995 | Let's Go Bang        |
| 1996 | Jennifer Love Hewitt |
| 2002 | BareNaked            |
| 2006 | Cool With You        |

## Premios y nominaciones
| Año  | Galardón                                                                | Categoría                                                        | Papel          | Película o serie                                                              | Resultado |
| ---- | ----------------------------------------------------------------------- | ---------------------------------------------------------------- | -------------- | ----------------------------------------------------------------------------- | --------- |
| 1990 | Outstanding Young Ensemble Cast                                         | Young Artist Award                                               | Robin          | Kids Incorporated                                                             | Nominada  |
| 1993 | Outstanding Young Ensemble Cast in a Youth Series or Variety Show       | Young Artist Award                                               | Robin          | Kids Incorporated                                                             | Nominada  |
| 1994 | Outstanding Youth Ensemble in a Cable or Off Primetime Series           | Young Artist Award                                               | Robin          | Kids Incorporated                                                             | Ganadora  |
| 1996 | Mejor actriz/cantante profesional                                       | Young Artist Award                                               |                |                                                                               | Nominada  |
| 1997 | Mejor actuación de una joven actriz en una serie de televisión de drama | YoungStar Award                                                  | Sarah Reeves   | Party of Five                                                                 | Nominada  |
| 1998 | Mejor actuación en un largometraje (actriz joven más importante)        | Young Artist Award                                               | Julie James    | I Know What You Did Last Summer                                               | Nominada  |
| 1998 | Favorite Female Newcomer                                                | Blockbuster Entertainment Award                                  | Julie James    | I Know What You Did Last Summer                                               | Ganadora  |
| 1998 | Actriz favorita - Horror                                                | Blockbuster Entertainment Award                                  | Julie James    | I Know What You Did Last Summer                                               | Nominada  |
| 1999 | Mejor actuación femenina                                                | MTV Movie Award                                                  | Amanda Beckett | Can't Hardly Wait                                                             | Nominada  |
| 1999 | Actriz favorita - Horror                                                | Blockbuster Entertainment Award                                  | Julie James    | I Still Know What You Did Last Summer                                         | Ganadora  |
| 1999 | Película - Actriz elegida                                               | Teen Choice Award                                                | Julie James    | I Still Know What You Did Last Summer                                         | Ganadora  |
| 1999 | Película - Escena más disgustante                                       | Teen Choice Award                                                | Julie James    | I Still Know What You Did Last Summer                                         | Nominada  |
| 1999 | TV - Actriz elegida                                                     | Teen Choice Award                                                | Sarah Reeves   | Party of Five                                                                 | Nominada  |
| 1999 | Young Artist Award                                                      | Mejor actuación en un largometraje - Actriz joven más importante | Amanda Beckett | Can't Hardly Wait                                                             | Nominada  |
| 2000 | Actriz favorita de televisión                                           | Kid's Choice Award                                               | Sarah Reeves   | Party of Five                                                                 | Nominada  |
| 2000 | Actuación femenina favorita en una nueva serie de televisión            | People's Choice Award                                            | Sarah Reeves   | Time of Your Life                                                             | Ganadora  |
| 2003 | Mejor canción original                                                  | DVD Exclusive Award                                              |                | I’m Gonna Love You (Madellaine's Love Song) de The Hunchback of Notre Dame II | Ganadora  |
| 2003 | Pateaculos femenina favorita                                            | Kids' Choice Award                                               | Del Blaine     | The Tuxedo                                                                    | Ganadora  |
| 2003 | Elegida doble artista (Cantar/Actuar)                                   | Teen Choice Award                                                |                |                                                                               | Nominada  |
| 2006 | Mejor actriz de televisión                                              | Saturn Award                                                     | Melinda Gordon | Ghost Whisperer                                                               | Ganadora  |
| 2006 | Actriz de televisión favorita                                           | Kids' Choice Award                                               | Melinda Gordon | Ghost Whisperer                                                               | Nominada  |
| 2006 | Estrella femenina de televisión favorita                                | People's Choice Award                                            | Melinda Gordon | Ghost Whisperer                                                               | Nominada  |
| 2007 | Mejor actriz de televisión                                              | Saturn Award                                                     | Melinda Gordon | Ghost Whisperer                                                               | Ganadora  |
| 2008 | Mejor actriz de televisión                                              | People's Choice Award                                            | Melinda Gordon | Ghost Whisperer                                                               | Nominada  |
| 2008 | Mejor actriz en televisión                                              | Saturn Award                                                     | Melinda Gordon | Ghost Whisperer                                                               | Ganadora  |
| 2008 | Personaje favorito de Otro lado                                         | TV Land Award                                                    | Melinda Gordon | Ghost Whisperer                                                               | Nominada  |